# Dryhope Tower

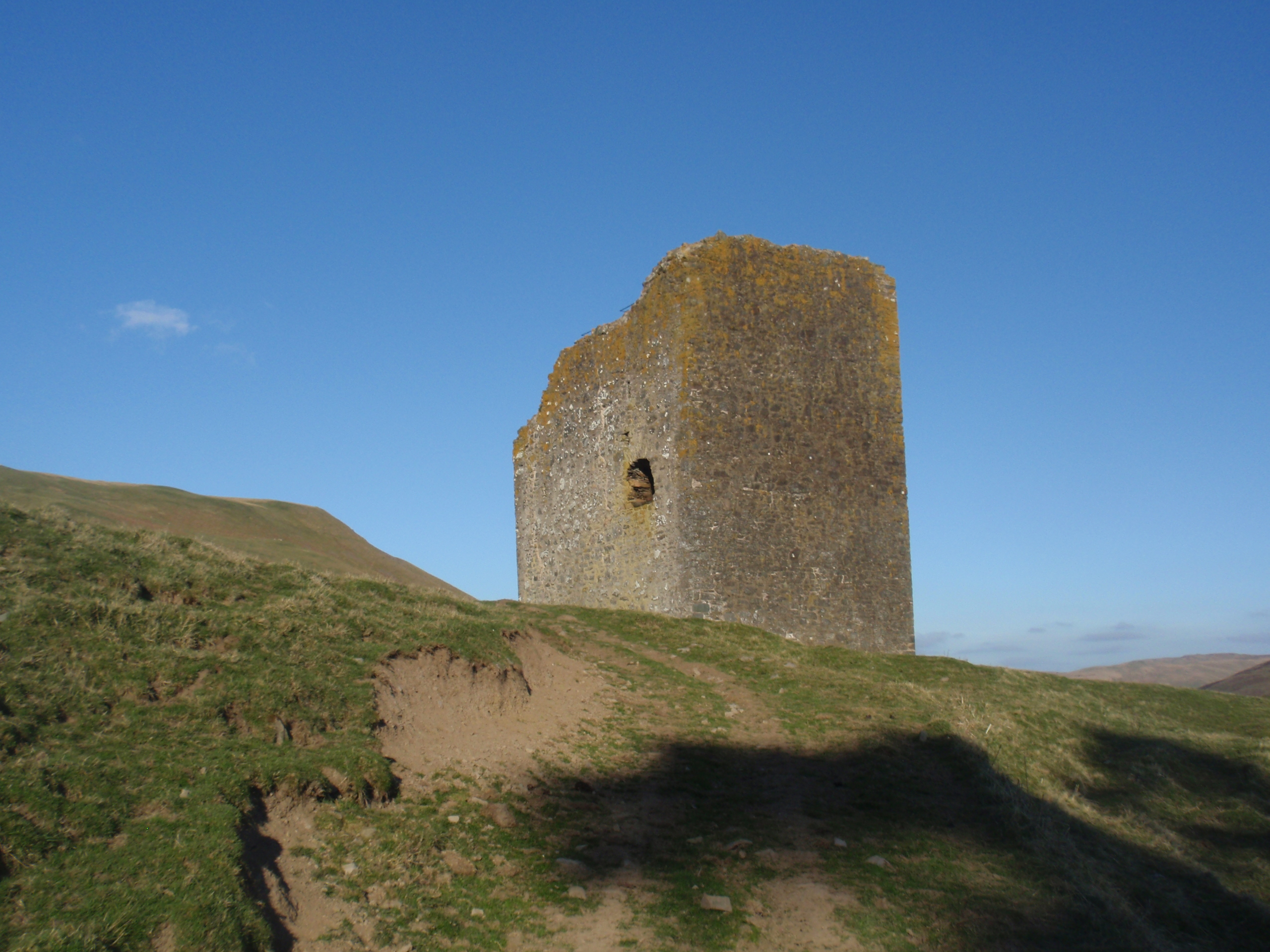
Dryhope Tower

Dryhope Tower ist die Ruine eines Peel Tower im Tal des Yarrow Water in der schottischen Grafschaft Selkirkshire (heute Teil der Verwaltungseinheit Scottish Borders). Er liegt etwa auf halbem Wege zwischen Moffat und Selkirk und diente dem Schutz des Nordostendes des St Mary’s Loch. Das Gelände des Peel Towers war auf zwei Seiten durch Bäche geschützt, im Osten durch den Dryhope Burn und im Westen durch den Kirkstead Burn.

## Architektur
Der aus vor Ort vorhandenem Stein erbaute Dryhope Tower war ursprünglich ein vierstöckiges Gebäude; die unteren beiden Stockwerke hatten Gewölbedecken. Der Turm liegt in den Resten einer steinernen Einfriedung, die auch andere Gebäude umschloss.

## Geschichte
Der Turm wurde vermutlich nach den Statuten des schottischen Parlaments von 1555 errichtet, die Großgrundbesitzern im Grenzland zu England den Bau von gekalkten, steinernen Einfriedungen vorschrieb, die eine Fläche von sechzig Fuß (18 Meter) im Quadrat einschlossen und Mauern mit einer Elle (0,94 Meter) Dicke und sechs Ellen Höhe „für den Rückzug und die Verteidigung von ihm selbst, seinen Pächtern und seinen Angehörigen in unruhigen Zeiten“ hatten.
Der Turm gehörte den Scotts von Dryhope, und eine Tochter des Hauses, Mary Scott, wurde Flower of Yarrow (dt.: Schafgarbenblüte) genannt und war ein Vorfahr von Sir Walter Scott. Mary wurde mit Wat Scott vom Kirkhope Tower, einem berüchtigten Border Reiver, verheiratet. Das Anwesen fiel an Wat Scotts Familie, die Scotts von Harden und Wat Scott nahm Dryhope Castle sofort nach der Heirat in Besitz. 1592 fiel Wat Scott bei König Jakob VI. in Ungnade, weil er mit Francis Stewart, 1. Earl of Bothwell, gemeinsame Sache machte. König Jakob hob eine Armee aus, drang durch den Wald vor und schleifte viele Häuser seiner Gegner. Wat Scott konnte nicht entkommen und Dryhope Tower gehörte zu den Festungen der Scotts of Harden, die geschleift wurden. Der Turm scheint 1613 wieder aufgebaut worden zu sein, verfiel dann aber endgültig im späten 17. Jahrhundert. Die Ruine wurde von einem älteren Zweig der Scotts gekauft, den Dukes of Buccleuch.
Dryhope Tower gehört heute zu den Philiphaugh Estates, kürzlich wurden an ihm Stabilisierungsarbeiten durchgeführt.